# P-39 Airacobra
O Bell P-39 Airacobra foi um caça estadunidense monomotor e monoposto, produzido sob encomenda pela Bell, e que era um dos caças principais do Exército americano no início da Segunda Guerra Mundial. Foram produzidas 9588 unidades, das quais 4733 foram enviadas à URSS.

## História
Inicialmente chamado de Bell P-39 Caribou, seu nome foi alterado para Airacobra durante o seu desenvolvimento.
Em geral, os aviões da época tinham seu design baseados no motor. O Airacobra tinha seu desenho totalmente criado com base na arma primária, um canhão de 37mm que ficava no nariz. A Bell pôs o canhão ali para aumentar a precisão dos disparos e para evitar que o forte coice dos tiros desviasse a mira do piloto.
O motor, então, foi colocado logo atrás da carlinga, e foi ligado ao eixo da hélice por uma transmissão cardã que passava logo abaixo dos pés do piloto. A singular posição do motor alterava radicalmente o centro de gravidade do aparelho, o que obrigou a Bell a fazer o conjunto de pouso em configuração tripé (até a época, todos os caças do mundo tinham os trens de aterragem em configuração de bipé), sendo que o Airacobra foi o primeiro caça do mundo com essa configuração.
A cobertura do cockpit também tinha um desenho diferenciado, focado na máxima visibilidade do exterior. Para isso, ao invés de se colocar uma porta corrediça no alto do canopy, colocou-se uma portinhola lateral à esquerda do cockpit.
|  |  |

## Armamento
O armamento básico do Airacobra consistia em um canhão de 37mm no nariz, mais duas metralhadoras Browning M2 de 12,7mm colocadas atrás da hélice e quatro meralhadoras Browning 7,62 mm nas asas. Podia levar, em casos especiais, uma bomba de 500 libras sob a fuselagem, ou um tanque de barriga para longas jornadas.
A blindagem podia chegar a pesar 91 kg, o que conferia ao P-39 uma grande resistência, fator que compensava a manobrabilidade, que era menor que a dos aviões japoneses.

## Desempenho
Devido à posição do motor, a manobrabilidade do P-39 não era tão alta quanto a de seus concorrentes japoneses. A baixas altitudes e a ataques ao solo, o Airacobra se destacava; mas, a grandes altitudes, tinha uma performance sofrível, principalmente devido à falta de um turbocompressor. A velocidade máxima era boa, mas ele era incapaz de superar a agilidade dos A6M Zero e dos Ki-43 Oscar, seus principais inimigos. Por tudo isso, os pilotos do Exército não eram grandes fãs do P-39. Mas os russos o adoravam, e o utilizavam em ataques ao solo.
Em mergulho, o desempenho também era ruim. O avião não desenvolvia uma boa velocidade de descida, e como não podia subir a grandes altitudes, precisava começar o mergulho a baixa altura, o que contribuía para um sucesso algo difícil.

## Resultados
Apesar de todos os problemas, o Exército os manteve em operação até 1942/1943, principalmente por falta de um substituto. Mesmo com o advento dos caças embarcados classe F (como o F4F Wildcat, o F4U Corsair e o F6F Hellcat), o P-39 ainda foi muito usado, principalmente em Guadalcanal.
Ainda apresentava boa performance na escolta de bombardeiros, e até obteve alguns sucessos contra os Ki-43 que enfrentava. A partir de 1943, finalmente surgiu um substituto: o caça bimotor Lockheed P 38 Lightning. Em 1944, o último esquadrão formado por Airacobras os substituiu pelo P 38.

## Variantes

Bell P-39D Airacobra

- P-39: Protótipo inicial, já com um motor V-1710 Allison, que equipou todos os P-39.
- P-39D1: Primeira versão operacional.
- P-39D2: Versão operacional com algumas melhorias em relação ao D1.
- P-39N: Foram os mais construídos. Quase todos foram repassados à URSS.
- P-400: Nome adotado pelos P-39 adquiridos pela RAF.
- P-39Q: Última versão do P-39, foi utilizada até 1944.

Além dessas variantes, a Bell ainda construiu um reprojeto do Airacobra, que ficou conhecido como P-63 Kingcobra. Houve duas variantes principais:
- P63-1A: Primeira versão operacional.
- P63-1C: Versão melhorada.

Ao todo, foram construídos 3.303 P-63, sendo que quase todos foram encaminhados à URSS.